# Centro de Arte Daniel Suárez

El Centro de Arte Daniel Suárez (Caracas, Venezuela), (CADS, por sus siglas) es una organización privada y autogestionada, constituida con el propósito de conservar, difundir, promocionar, desarrollar, exhibir y comercializar las artes plásticas, con especial interés en sus corrientes contemporáneas, abstraccionistas y geométricas.

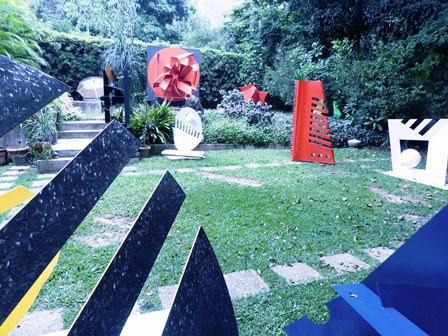
Vista de jardín interior con obras de Daniel Suárez entre otros artistas, año 2016.

Creado en noviembre de 2003 por el artista plástico, restaurador y promotor cultural venezolano Daniel Suárez, esta institución se encuentra ubicada a los pies del cerro El Ávila, en la Quinta Veneyork de la Alta Florida, exclusiva urbanización del este de Caracas. Se trata de una antigua casona de la primera mitad del pasado siglo XX, cuyas características arquitectónicas originales fueron modificadas para adaptarlas a las exigencias de un moderno centro de arte, con amplios y versátiles espacios.
Es sede de la Fundación Artista Plástico Daniel Suárez 1950, a cargo de preservar el patrimonio y legado cultural de este creador y promotor cultural; así como de la Fundación Centro de Arte Daniel Suárez 2005, dedicada a contribuir con el intercambio entre artistas plásticos, entusiastas del arte, coleccionistas, galerías y museos, estudiantes y centros de formación, instituciones públicas y privadas, nacionales e internacionales, de conocimientos, saberes, experiencias, logros y retos planteados para las artes plásticas contemporáneas.
Numerosos maestros de las artes plásticas, jóvenes talentos, agrupaciones musicales, exponentes de las artes escénicas, eventos de alta costura, producciones audiovisuales, fotografía, organizaciones no gubernamentales y marcas comerciales, han realizado sus actividades y eventos promocionales en esta institución.
Además, el CADS cuenta con un renombrado taller de restauración de obras de arte contemporáneo, conformado por un grupo de profesionales liderados por Daniel Suárez, quien acumula más de treinta años de experiencia contribuyendo con la preservación del patrimonio artístico de importantes colecciones privadas e instituciones públicas venezolanas y extranjeras. Por sus manos han recuperado su esplendor piezas de artistas nacionales como Jesús Soto, Francisco Narváez, Víctor Valera, Lía Bermúdez, Gego, Félix George, Rafael Martínez, Mateo Manaure, Alejandro Otero, Edgar Guinand, Carlos Medina, Asdrúbal Colmenárez, Rafael Barrios Archivado el 15 de diciembre de 2017 en Wayback Machine., Víctor Salas (enlace roto disponible en Internet Archive; véase el historial, la primera versión y la última)., Luis Chacón, Pedro Barreto, Beatriz Blanco, Carlos González Bogen, Zerep, Teresa Casanova, Carlos Mendoza, María Cristina Arria, Gianmarino Grassi, Gerd Leufert, entre otros, así como de artistas internacionales como Nicolas Schöffer, Agustín Cárdenas, Arnaldo Pomodoro, Victor Vasarely, Robert Jacobsen, Alexander Calder, Edgar Negret, Eduardo Ramírez Villamizar, Carlos Rojas, Gonzalo Fonseca, entre muchos más. 

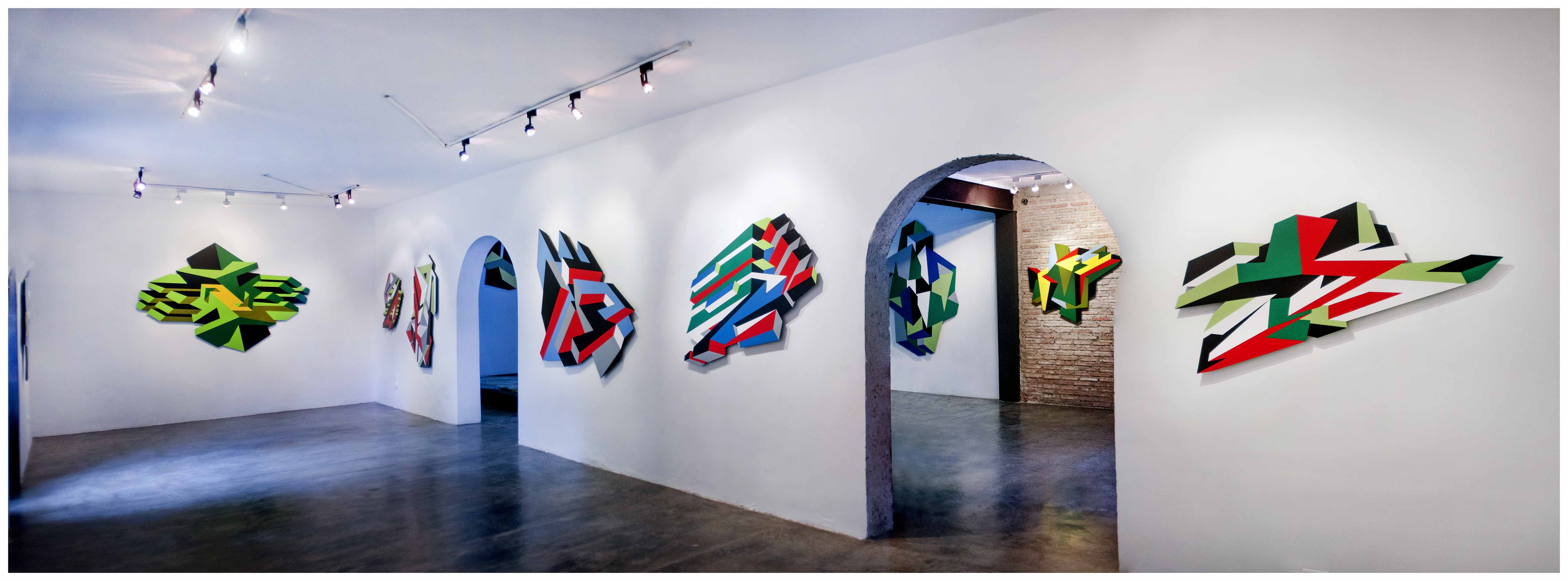
Vista panorámica de la exposición Profundas Superficies de Ángel Hernández, año 2015.

Dentro del competitivo y pujante mercado venezolano del arte, el CADS se destaca como la única galería - taller que, en sociedad con los artistas, realiza sus obras utilizando materiales, técnicas y equipos de vanguardia, que garantizan la impecabilidad de los acabados, su durabilidad estructural y su fidelidad como representación artística. Con este fin y para proteger su autenticidad, cada obra es objeto de un cuidadoso registro digital efectuado por su equipo de especialistas.
Entre los creadores plásticos que desarrollan sus proyectos en el Centro de Arte Daniel Suárez, se pueden mencionar a los premios nacionales Juvenal Ravelo (Artes Plásticas 2008) y Pedro Briceño (Escultura, 1964), Ángel Hernández, Julio Pacheco Rivas, Octavio Herrera, Santiago Pol, José Campos Biscardi, Enrico Armas y por supuesto, Daniel Suárez, entre otros.

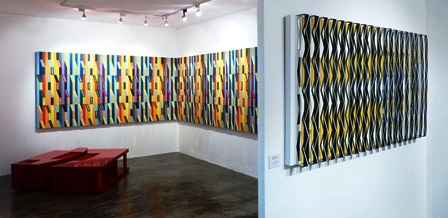
Vista de salas expositivas durante montaje Obras Recientes de Juvenal Ravelo, año 2016.

Las instalaciones del Centro de Arte Daniel Suárez han acogido desde su apertura a más de 40 exposiciones de artes plásticas tanto individuales, como colectivas, de artistas nacionales e internacionales, auspiciadas por instituciones públicas y privadas, tanto extranjeras como venezolanas.
No obstante, las actividades del CADS se extienden más allá de sus espacios físicos y ha participado en numerosas ferias de arte de perfil nacional e internacional en Caracas, Maracaibo y Puerto Ordaz, así como también ha organizado muestras expositivas en el Museo de Arte Moderno Jesús Soto de Ciudad Bolívar, en la Sala Magis de Arte Contemporáneo del Centro Cultural Carlos Guillermo Plaza s. j. de la Universidad Católica Andrés Bello de Caracas y, más recientemente, en la residencia del embajador de la República Francesa en Venezuela.
Aliados Institucionales:
- Embajada de la República Francesa en Venezuela
- Embajada de los Estados Unidos en Venezuela
- Universidad Católica Andrés Bello - Centro Cultural Carlos Guillermo Plaza s. j.
- Bolet & Terrero. Abogados en Propiedad Intelectual